# Zwitsers voetbalelftal in 2014
Het Zwitsers voetbalelftal speelde twaalf interlands in het jaar 2014, waaronder vier duels bij het WK voetbal 2014 in Brazilië, waar de ploeg in de achtste finales werd uitgeschakeld door de latere finalist Argentinië (1-0). De selectie stond onder leiding van de Duitse bondscoach Ottmar Hitzfeld, die na het WK afzwaaide en werd opgevolgd door Vladimir Petković. Op de in 1993 geïntroduceerde FIFA-wereldranglijst zakte Zwitserland in 2014 van de 8ste (januari 2014) naar de 12de plaats (december 2014).

## Balans
| Wedstrijden | Wedstrijden | Wedstrijden | Wedstrijden | Doelpunten | Doelpunten | Doelpunten | Punten |
| Gespeeld    | Winst       | Gelijk      | Verlies     | Voor       | Tegen      | Saldo      | Punten |
| ----------- | ----------- | ----------- | ----------- | ---------- | ---------- | ---------- | ------ |
| 12          | 6           | 2           | 4           | 22         | 14         | +8         | 1.167  |

## Interlands
|                                                              |                                 |       |                               |                                                                                |
| 5 maart Vriendschappelijk № 740 «onderlinge duels» 20:00 uur | Zwitserland                     | 2 – 2 | Kroatië                       | AFG Arena, Sankt Gallen Toeschouwers: 17.200 Scheidsrechter: Hugo Miguel (POR) |
| 5 maart Vriendschappelijk № 740 «onderlinge duels» 20:00 uur | Josip Drmić 33' Josip Drmić 41' |       | 39' Ivica Olić 54' Ivica Olić | AFG Arena, Sankt Gallen Toeschouwers: 17.200 Scheidsrechter: Hugo Miguel (POR) |

|                                                             |                 |       |         |                                                                             |
| 30 mei Vriendschappelijk № 741 «onderlinge duels» 19:30 uur | Zwitserland     | 1 – 0 | Jamaica | Swissporarena, Luzern Toeschouwers: 16.000 Scheidsrechter: Neil Doyle (IRL) |
| 30 mei Vriendschappelijk № 741 «onderlinge duels» 19:30 uur | Josip Drmić 84' |       |         | Swissporarena, Luzern Toeschouwers: 16.000 Scheidsrechter: Neil Doyle (IRL) |

|                                                   |                                              |       |      |                                                                                   |
| 3 juni Vriendschappelijk № 742 «onderlinge duels» | Zwitserland                                  | 2 – 0 | Peru | Swissporarena, Luzern Toeschouwers: 15.000 Scheidsrechter: Daniel Stefański (POL) |
| 3 juni Vriendschappelijk № 742 «onderlinge duels» | Stephan Lichtsteiner 78' Xherdan Shaqiri 85' |       |      | Swissporarena, Luzern Toeschouwers: 15.000 Scheidsrechter: Daniel Stefański (POL) |

| WK voetbal 2014 |
| --------------- |

|                                                                         |                                         |       |                    |                                                                                       |
| 16 juni WK-eindronde Groep E № 743 «onderlinge duels» 14:00 uur (UTC−3) | Zwitserland                             | 2 – 1 | Ecuador            | Estádio Nacional, Brasilia Toeschouwers: 68.351 Scheidsrechter: Ravshan Irmatov (UZB) |
| 16 juni WK-eindronde Groep E № 743 «onderlinge duels» 14:00 uur (UTC−3) | Admir Mehmedi 48' Haris Seferović 90+3' |       | 22' Enner Valencia | Estádio Nacional, Brasilia Toeschouwers: 68.351 Scheidsrechter: Ravshan Irmatov (UZB) |

|                                                                         |                                      |       |                                                                                                 |                                                                                              |
| 20 juni WK-eindronde Groep E № 744 «onderlinge duels» 16:00 uur (UTC−3) | Zwitserland                          | 2 – 5 | Frankrijk                                                                                       | Itaipava Arena Fonte Nova, Salvador Toeschouwers: 51.003 Scheidsrechter: Björn Kuipers (NED) |
| 20 juni WK-eindronde Groep E № 744 «onderlinge duels» 16:00 uur (UTC−3) | Blerim Džemaili 81' Granit Xhaka 87' |       | 17' Olivier Giroud 18' Blaise Matuidi 40' Mathieu Valbuena 67' Karim Benzema 73' Moussa Sissoko | Itaipava Arena Fonte Nova, Salvador Toeschouwers: 51.003 Scheidsrechter: Björn Kuipers (NED) |

|                                                                         |          |                                                            |             |                                                                                    |
| 25 juni WK-eindronde Groep E № 745 «onderlinge duels» 16:00 uur (UTC−4) | Honduras | 0 – 3                                                      | Zwitserland | Arena da Amazônia, Manaus Toeschouwers: 40.322 Scheidsrechter: Néstor Pitana (ARG) |
| 25 juni WK-eindronde Groep E № 745 «onderlinge duels» 16:00 uur (UTC−4) |          | 6' Xherdan Shaqiri 31' Xherdan Shaqiri 71' Xherdan Shaqiri |             | Arena da Amazônia, Manaus Toeschouwers: 40.322 Scheidsrechter: Néstor Pitana (ARG) |

|                                                                                         |                     |       |             |                                                                                                  |
| 1 juli WK-eindronde Achtste finale № 746 «onderlinge duels» 13:00 (UTC−3) 18:00 (UTC+2) | Argentinië          | 1 – 0 | Zwitserland | Novo Estádio do Corinthians, São Paulo Toeschouwers: 63.255 Scheidsrechter: Jonas Eriksson (SWE) |
| 1 juli WK-eindronde Achtste finale № 746 «onderlinge duels» 13:00 (UTC−3) 18:00 (UTC+2) | Ángel Di María 118' |       |             | Novo Estádio do Corinthians, São Paulo Toeschouwers: 63.255 Scheidsrechter: Jonas Eriksson (SWE) |

|  |  |  |  |  |  |  |  |  |

|                                                                |             |                                       |          |                                                                               |
| 8 september EK-kwalificatie № 747 «onderlinge duels» 20:45 uur | Zwitserland | 0 – 2                                 | Engeland | St. Jakob Park, Basel Toeschouwers: 35.500 Scheidsrechter: Cüneyt Çakır (TUR) |
| 8 september EK-kwalificatie № 747 «onderlinge duels» 20:45 uur |             | 58' Danny Welbeck 90+4' Danny Welbeck |          | St. Jakob Park, Basel Toeschouwers: 35.500 Scheidsrechter: Cüneyt Çakır (TUR) |

|                                                              |                               |       |             |                                                                                       |
| 9 oktober EK-kwalificatie № 748 «onderlinge duels» 20:45 uur | Slovenië                      | 1 – 0 | Zwitserland | Stadion Ljudski Vrt, Maribor Toeschouwers: 8.500 Scheidsrechter: Wolfgang Stark (GER) |
| 9 oktober EK-kwalificatie № 748 «onderlinge duels» 20:45 uur | Milivoje Novakovič 79' (pen.) |       |             | Stadion Ljudski Vrt, Maribor Toeschouwers: 8.500 Scheidsrechter: Wolfgang Stark (GER) |

|                                                               |            |                                                                                 |             |                                                                                    |
| 14 oktober EK-kwalificatie № 749 «onderlinge duels» 20:45 uur | San Marino | 0 – 4                                                                           | Zwitserland | Stadio Olimpico, Serravalle Toeschouwers: 2.289 Scheidsrechter: Tony Chapron (FRA) |
| 14 oktober EK-kwalificatie № 749 «onderlinge duels» 20:45 uur |            | 10' Haris Seferovic 24' Haris Seferovic 30' Blerim Džemaili 79' Xherdan Shaqiri |             | Stadio Olimpico, Serravalle Toeschouwers: 2.289 Scheidsrechter: Tony Chapron (FRA) |

|                                                                |                                                                                        |       |          |                                                                               |
| 15 november EK-kwalificatie № 750 «onderlinge duels» 20:45 uur | Zwitserland                                                                            | 4 – 0 | Litouwen | AFG Arena, Sankt Gallen Toeschouwers: 17.300 Scheidsrechter: Svein Moen (NOR) |
| 15 november EK-kwalificatie № 750 «onderlinge duels» 20:45 uur | Giedrius Arlauskis 66' (e.d.) Fabian Schär 68' Xherdan Shaqiri 80' Xherdan Shaqiri 90' |       |          | AFG Arena, Sankt Gallen Toeschouwers: 17.300 Scheidsrechter: Svein Moen (NOR) |

|                                                                  |                                             |       |                                |                                                                                        |
| 18 november Vriendschappelijk № 751 «onderlinge duels» 20:45 uur | Polen                                       | 2 – 2 | Zwitserland                    | Stadion Miejski, Wrocław Toeschouwers: 40.133 Scheidsrechter: Kristinn Jakobsson (ISL) |
| 18 november Vriendschappelijk № 751 «onderlinge duels» 20:45 uur | Artur Jędrzejczyk 45+1' Arkadiusz Milik 61' |       | 4' Josip Drmić 87' Fabian Frei | Stadion Miejski, Wrocław Toeschouwers: 40.133 Scheidsrechter: Kristinn Jakobsson (ISL) |

## FIFA-wereldranglijst
| JAN | FEB | MAR | APR | MEI | JUN | JUL | AUG | SEP | OKT | NOV | DEC |
| --- | --- | --- | --- | --- | --- | --- | --- | --- | --- | --- | --- |
| 8   | 6   | 7   | 8   | 8   | 6   | 9   | 9   | 10  | 12  | 12  | 12  |

## Statistieken
| Diego Benaglio       | 1983-09-08 | VfL Wolfsburg       | 7  | 0 | 0 | 61 | 0 |
| Yann Sommer          | 1988-12-17 | Borussia M'gladbach | 4  | 1 | 0 | 10 | 0 |
| Roman Bürki          | 1990-11-14 | SC Freiburg         | 1  | 0 | 0 | 1  | 0 |
| Verdediging          |            |                     |    |   |   |    |   |
| Stephan Lichtsteiner | 1984-01-16 | Juventus            | 11 | 0 | 1 |    |   |
| Johan Djourou        | 1987-01-18 | Hamburger SV        | 10 | 0 | 0 |    |   |
| Ricardo Rodríguez    | 1992-08-25 | VfL Wolfsburg       | 9  | 1 | 0 |    |   |
| Steve von Bergen     | 1983-06-10 | BSC Young Boys      | 7  | 1 | 0 |    |   |
| Fabian Schär         | 1991-12-20 | FC Basel            | 5  | 0 | 1 |    |   |
| Philippe Senderos    | 1985-02-14 | Aston Villa         | 2  | 1 | 0 |    |   |
| François Moubandje   | 1990-06-21 | Toulouse            | 2  | 0 | 0 | 2  | 0 |
| Michael Lang         | 1991-02-08 | Grasshopper Zürich  | 1  | 3 | 0 |    |   |
| Reto Ziegler         | 1986-01-16 | FC Sion             | 1  | 0 | 0 |    |   |
| Silvan Widmer        | 1993-03-05 | Udinese             | 0  | 1 | 0 |    |   |
| Middenveld           |            |                     |    |   |   |    |   |
| Valon Behrami        | 1985-04-19 | Hamburger SV        | 10 | 1 | 0 |    |   |
| Gökhan İnler         | 1984-06-27 | SSC Napoli          | 10 | 1 | 0 |    |   |
| Granit Xhaka         | 1992-09-27 | Borussia M'gladbach | 10 | 0 | 1 |    |   |
| Blerim Džemaili      | 1986-04-12 | Galatasaray SK      | 3  | 6 | 2 |    |   |
| Pajtim Kasami        | 1992-06-02 | Olympiakos Piraeus  | 2  | 1 | 0 |    |   |
| Gelson Fernandes     | 1986-09-02 | Stade Rennais       | 1  | 3 | 0 |    |   |
| Tranquillo Barnetta  | 1985-05-22 | Schalke 04          | 0  | 3 | 0 |    |   |
| Marco Schönbächler   | 1990-01-11 | FC Zürich           | 0  | 2 | 0 | 2  | 0 |
| Fabian Frei          | 1989-01-08 | FC Basel            | 0  | 1 | 1 |    |   |
| Pirmin Schwegler     | 1987-03-09 | TSG Hoffenheim      | 0  | 1 | 0 |    |   |
| Aanval               |            |                     |    |   |   |    |   |
| Xherdan Shaqiri      | 1991-10-10 | Internazionale      | 11 | 1 | 7 |    |   |
| Josip Drmić          | 1992-08-08 | Bayer 04 Leverkusen | 8  | 4 | 5 |    |   |
| Admir Mehmedi        | 1991-03-16 | SC Freiburg         | 7  | 5 | 1 |    |   |
| Haris Seferović      | 1992-02-22 | Eintracht Frankfurt | 6  | 5 | 3 |    |   |
| Valentin Stocker     | 1989-04-12 | Hertha BSC          | 4  | 1 | 0 | 26 | 3 |
| Mario Gavranović     | 1989-11-24 | FC Zürich           | 0  | 2 | 0 |    |   |